# حنانشه
حنانشه (به عربی: الحنانشة) یک شهرداری در الجزایر است که در استان سوق اهراس واقع شده‌است.